# Тест-драйв
Тест-драйв (англ. test drive — пробна поїздка) — як правило, поїздка на авто за для оцінки його ходових якостей та загальних споживчих властивостей. Тест-драйв як правило здійснюється журналістами для автомобільних видань чи водіями-випробувачами для виробників автомобілів. Також, у приватних цілях, тест-драйви проводяться у автосалонах, для того щоб потенційні покупці оцінити якості товару.
У більш широкому сенці, термін «тест-драйв» може використовуватись як тестування різних товарів та послуг: комп'ютерних програм, одежі та взуття, гаджетів, харчових продуктів тощо.